# フクロネコ
フクロネコ（Dasyurus viverrinus）は、哺乳綱フクロネコ形目フクロネコ科フクロネコ属に分類される有袋類。

## 分布
オーストラリア（タスマニア州）。ニューサウスウェールズ州、ビクトリア州、南オーストラリア州では絶滅。
模式標本の産地（模式産地）は、シドニー（ニューサウスウェールズ州）。

## 形態
頭胴長（体長）オス32 - 45センチメートル、メス28 - 40センチメートル。体重オス850 - 1550グラム、メス700 - 1,100グラム。体色は黒や灰色で、不規則に白い斑点が入る。尾に斑点が入らない。
乳頭数は6個。

## 生態
熱帯雨林や低木林（ヒース帯）などに様々な環境に生息するが、農耕地に囲まれた乾燥した草原やモザイク状になった森林を好む。夜行性で、昼間は岩や倒木の下・地面に空いた巣穴などで休む。
主に昆虫を食べるが、鳥類、ウサギ類やバンディクート類などの哺乳類、トカゲ科や小型のコブラ科などの爬虫類、魚類、ミミズ、動物の死骸、果実なども食べる。獲物の後頭部に噛みついて捕える。
繁殖様式は胎生。5月下旬から6月上旬に交尾を行う。妊娠期間は19 - 23日。1回に20 - 27頭の幼獣を産む。乳頭数が前述のように6個と限られているため、最大6頭までしか授乳できず、幼獣の死亡率は高い。生後7週間は育児嚢の中で生活する。生後1年で性成熟する。

## 人間との関係
ネコやアカギツネによる捕食や感染症の伝搬などにより生息数が減少し、違法な罠による狩猟・交通事故などによる影響も懸念されている。オーストラリア大陸部では絶滅した。近年になりアカギツネがタスマニア島にも侵入したことから、影響が懸念されている。